# 12320 Loschmidt
12320 Loschmidt este un asteroid din centura principală de asteroizi.

## Descriere
12320 Loschmidt este un asteroid din centura principală de asteroizi. A fost descoperit pe 8 august 1992 la Caussols de Eric Walter Elst. Asteroidul prezintă o orbită caracterizată de o semiaxă mare de 2,17 ua, o excentricitate de 0,10 și o înclinație de 4,2° în raport cu ecliptica.